# Asediul Hotinului (1788)
Asediul Hotinului a avut loc în timpul războiului Ruso-Austro-Turc din 1787–1792, după ce trupele aliate conduse de prințul austriac Friedrich von Sachsen, au încercuit cetatea, provocând câteva luni mai târziu capitularea trupelor otomane inferioare numeric.

## Context
În mai 1788 armata austriacă condusă de Prințul von Sachsen, i-a învins în repetate rânduri pe turci la Batușani, Rohatîn și Boian, apropiindu-se și începând asediul cetății.
În iulie aceluiași an, armata țaristă sub conducerea lui Rumianțev a trecut Nistrul pe la Hotin, Moghilău și Kislița. Corpul armat al lui Saltîkov a rămas pentru a susține asediul, în timp ce contingentul principal a trecut prin Bălți în direcția Iași.

## Desfășurare
Trupele turcești au efectuat o încercare de a sparge asediul Hotinului, dar atacul a fost respins. Mai târziu în august (1788) otomanii s-au retras și concentrat trupele în zona Focșaniului, un an mai târziu aici dându-se o bătălie importantă. Retragerea trupelor turcești a dus la capitularea cetății, în septembrie.